# Corner sur le cuivre de Sumitomo
Le corner sur le cuivre de Sumitomo se réfère à un scandale lié au commerce des métaux de base en 1995, via un corner (finance) sur le métal en partie à travers le London Metal Exchange (LME), impliquant Yasuo Hamanaka, le négociant en cuivre en chef de la maison de commerce japonaise Sumitomo Corporation, numéro un mondial du commerce du cuivre.

## Histoire
En 1993 déjà, des variations de prix inexplicables  sur le marché du cuivre avaient fait de nombreuses victimes, dont la société chilienne Codelco, premier producteur mondial de cuivre. La rumeur veut ensuite que Yasuo Hamanaka, le négociant en cuivre en chef de la maison de commerce japonaise Sumitomo Corporation, numéro un mondial du commerce du cuivre utilise le procédé consistant à acheter des centaines de milliers de tonnes et de les stocker hors des hangars officiels pour créer les apparences de la pénurie. Hamanaka a de cette manière tenté d'accaparer le marché mondial du cuivre dans les années 1990, en contrôlant jusqu’à 5 % des approvisionnements annuels dans le monde.
Il a fallu que l'office anti-fraude britannique puis l'organe de contrôle américain (CFTC) commencent à enquêter sur le marché du cuivre au début de l'année 1996 pour que Sumimoto mène sa propre enquête. En mai, les rumeurs ont commencé à circuler sur la mise à l'écart de Yasuo Hamanaka. En quatre jours, le cours du cuivre perdait 15 %. Il baissa encore de quelque 2 300 dollars la tonne à 1 500 dollars la tonne et resta à ce plancher pendant plusieurs années.
M. Hamanaka fut condamné à huit ans de prison en 1998. La maison de commerce Sumitomo a perdu au moins 1,8 milliard de dollars en raison de ce qu'elle a qualifié de "transactions non autorisées", d'autres estimations disant perdit 2,6 milliards de dollars. Les transactions soupçonnées de corner se sont étendues sur une période de 4 à 10 ans selon les estimations, réalisées par Hamanaka, qui a été accusé plus tard d'avoir manipulé à la hausse le prix du métal rouge. 
Le cours du cuivre a perdu un tiers de sa valeur après la révélation de l'affaire, en moins de deux mois. Le 5 juin 1996, Hamanaka confessa finalement avoir perdu d'énormes montants dans des opérations parallèles et cachées, l'ampleur du désastre fut chiffrée à 1,6 milliard de dollars. Finalement, la facture a gonflé à 2,8 milliards de dollars et n'a pas été payée que par Sumimoto. JP Morgan, Merrill Lynch ou UBS (pour 85 millions de dollars) sont également passés à la caisse.
L'affaire a été un scandale majeur qui est parfois comparé en ampleur au scandale du Jeudi de l'argent , impliquant la tentative de la famille Hunt de monopoliser les marchés de l'argent-métal à l'échelle du monde. C'est l'une des dix plus grosses pertes de trading dans l'histoire financière.
Le journaliste japonais Eiichiro , qui a consacré à cette affaire un roman à clés (Squeeze) après s'être fait prendre aux prédictions du « gourou », pense que le motif principal de ses actes était la peur - crainte d'être découvert, d'avoir à justifier les premières pertes.